# Luis de la Fuente
Luis de la Fuente Castillo (Haro, 21 juni 1961) is een Spaans voetbaltrainer en oud-voetballer die als verdediger speelde. Op 8 december 2022 werd hij aangesteld als bondscoach van het Spaans voetbalelftal. In juni 2023 won hij als bondscoach de UEFA Nations League en in juli 2024 het Europees kampioenschap met de Spaanse selectie.

## Spelerscarrière
De la Fuente speelde in de jeugd van Athletic Bilbao en maakte in 1978 zijn debuut voor het tweede elftal van de club, Bilbao Athletic. In 1981 werd hij voor het eerst bij de hoofdmacht betrokken. Hij zou in totaal in zes jaar bijna 150 competitieduels voor de club spelen, werd twee keer landskampioen en won eenmaal de Copa del Rey. Tussen 1987 en 1991 kwam De la Fuente uit voor Sevilla FC, waarna hij weer zonder veel succes terugkeerde bij Athletic Bilbao. Hij sloot zijn carrière af bij Deportivo Alavés in de Spaanse derde divisie.

## Interlandcarrière
De la Fuente speelde verschillende duels voor Spanje onder 18, Spanje onder 21 en Spanje onder 23. Hij speelde nooit voor het Spaans voetbalelftal.

## Trainerscarrière
De la Fuente begon zijn trainersloopbaan bij de regionale clubs Club Portugalete en CD Aurrerá de Vitoria tussen 1999 en 2001. Na een tijd zonder trainersklus dook hij in 2006 weer op bij Bilbao Athletic. Daar zou hij twee verschillende periodes de eindverantwoordelijke zijn. In 2011 was hij kortstondig trainer bij Deportivo Alavés. In 2013 begon De la Fuente bij de Spaanse voetbalbond, ten eerste als coach van de spelers onder 19. Na vijf jaar promoveerde hij naar Jong Spanje. 
Op 8 juni 2021 stond De la Fuente eenmalig ad interim langs de zijlijn bij een interland van het Spaanse nationale elftal tegen Litouwen. De gehele Spaanse A-selectie, inclusief bondscoach Luis Enrique moest de wedstrijd tegen Litouwen vanwege een positieve coronatest van speler Sergio Busquets overslaan. Spanje stelde voor deze wedstrijd dus enkel jeugdspelers op, die een paar dagen eerder de halve finale van het EK onder 21 hadden gespeeld. De la Fuente won de interland met 4–0.
Later in de zomer van 2021 was hij tijdens de Olympische Spelen in Tokio de bondscoach van het Spaans olympisch voetbalelftal. Onder zijn leiding behaalde Spanje de zilveren medaille. In de finale werd verloren van Brazilië.
Na het teleurstellend verlopen WK 2022, waarin Spanje in de achtste finale na strafschoppen van Marokko verloor, werd Luis Enrique ontslagen. De la Fuente volgde Enrique daarna op als bondscoach van Spanje. Daarmee werd zijn termijn als jeugdbondscoach beëindigd. De eerste wedstrijd van de Spaanse selectie onder leiding van De la Fuente was een 3–0 winstpartij tegen Noorwegen in maart 2023 in het kader van EK-kwalificatie. Al in zijn vierde interland als bondscoach won De la Fuente een eerste prijs, door in de finale van de UEFA Nations League 2022/23 na strafschoppen te winnen van Kroatië. In de halve finale werd Italië verslagen. 
De la Fuente wist Spanje feilloos naar het EK te loodsen, na 7 overwinningen in 8 kwalificatieduels. Tijdens dit EK won Spanje in de poulefase van Kroatië en Italië, waarna de derde poulewedstrijd tegen Albanië al een formaliteit was. In de achtste finale werd eenvoudig afgerekend met EK-debutant Georgië. Daarna volgde een kwartfinale tegen het gastland Duitsland in Stuttgart. Spanje stond lang voor, maar de Duitsers maakten vlak voor tijd de gelijkmaker, waardoor een verlenging aanbrak. Mikel Merino bezorgde Spanje een halve finaleplaats. In de halve finale werd afgerekend met Frankrijk (2–1), waarna de finale tegen Engeland eveneens met 2–1 gewonnen werd. Spanje kroonde zich voor de vierde keer als Europees kampioen en won elke wedstrijd op het toernooi.
| Interlands Spanje onder leiding van De la Fuente | Interlands Spanje onder leiding van De la Fuente | Interlands Spanje onder leiding van De la Fuente | Interlands Spanje onder leiding van De la Fuente | Interlands Spanje onder leiding van De la Fuente | Interlands Spanje onder leiding van De la Fuente |
| №                                                | Datum                                            | Wedstrijd                                        | Uitslag                                          | Competitie                                       |                                                  |
| ------------------------------------------------ | ------------------------------------------------ | ------------------------------------------------ | ------------------------------------------------ | ------------------------------------------------ | ------------------------------------------------ |
| 1                                                | 25 maart 2023                                    | Spanje – Noorwegen                               | 3 – 0                                            | EK 2024 kwalificatie                             |                                                  |
| 2                                                | 28 maart 2023                                    | Schotland – Spanje                               | 2 – 0                                            | EK 2024 kwalificatie                             |                                                  |
| 3                                                | 15 juni 2023                                     | Spanje – Italië                                  | 2 – 1                                            | UEFA Nations League Finals                       |                                                  |
| 4                                                | 18 juni 2023                                     | Kroatië – Spanje                                 | 0 – 0 wns                                        | UEFA Nations League Finals                       |                                                  |
| 5                                                | 8 september 2023                                 | Georgië – Spanje                                 | 1 – 7                                            | EK 2024 kwalificatie                             |                                                  |
| 6                                                | 12 september 2023                                | Spanje – Cyprus                                  | 6 – 0                                            | EK 2024 kwalificatie                             |                                                  |
| 7                                                | 12 oktober 2023                                  | Spanje – Schotland                               | 2 – 0                                            | EK 2024 kwalificatie                             |                                                  |
| 8                                                | 15 oktober 2023                                  | Noorwegen – Spanje                               | 0 – 1                                            | EK 2024 kwalificatie                             |                                                  |
| 9                                                | 16 november 2023                                 | Cyprus – Spanje                                  | 1 – 3                                            | EK 2024 kwalificatie                             |                                                  |
| 10                                               | 19 november 2023                                 | Spanje – Georgië                                 | 3 – 1                                            | EK 2024 kwalificatie                             |                                                  |
| 11                                               | 22 maart 2024                                    | Colombia – Spanje                                | 1 – 0                                            | Vriendschappelijk                                |                                                  |
| 12                                               | 26 maart 2024                                    | Spanje – Brazilië                                | 3 – 3                                            | Vriendschappelijk                                |                                                  |
| 13                                               | 5 juni 2024                                      | Spanje – Andorra                                 | 5 – 0                                            | Vriendschappelijk                                |                                                  |
| 14                                               | 8 juni 2024                                      | Spanje – Noord-Ierland                           | 5 – 1                                            | Vriendschappelijk                                |                                                  |
| 15                                               | 15 juni 2024                                     | Spanje – Kroatië                                 | 3 – 0                                            | EK 2024                                          |                                                  |
| 16                                               | 20 juni 2024                                     | Spanje – Italië                                  | 1 – 0                                            | EK 2024                                          |                                                  |
| 17                                               | 24 juni 2024                                     | Albanië – Spanje                                 | 0 – 1                                            | EK 2024                                          |                                                  |
| 18                                               | 30 juni 2024                                     | Spanje – Georgië                                 | 4 – 1                                            | EK 2024                                          |                                                  |
| 19                                               | 5 juli 2024                                      | Spanje – Duitsland                               | 2 – 1                                            | EK 2024                                          |                                                  |
| 20                                               | 9 juli 2024                                      | Spanje – Frankrijk                               | 2 – 1                                            | EK 2024                                          |                                                  |
| 21                                               | 14 juli 2024                                     | Spanje – Engeland                                | 2 – 1                                            | EK 2024                                          |                                                  |

## Erelijst
Als speler
| Competitie          | Aantal | Jaren            |
| ------------------- | ------ | ---------------- |
| Athletic Bilbao     |        |                  |
| Primera División    | 2x     | 1982/83, 1983/84 |
| Copa del Rey        | 1x     | 1983/84          |
| Supercopa de España | 1x     | 1984             |

Als trainer
| Competitie          | Aantal | Jaren   |
| ------------------- | ------ | ------- |
| Spanje onder 19     |        |         |
| UEFA EK onder 19    | 1x     | 2015    |
| Spanje onder 21     |        |         |
| UEFA EK onder 21    | 1x     | 2019    |
| Spanje              |        |         |
| UEFA Nations League | 1x     | 2022/23 |
| UEFA EK             | 1x     | 2024    |